# ロルフ・エクロート
ロルフ・エクロート（Rolf Eckrodt、1942年6月25日 - 2019年5月2日）は、ドイツ連邦共和国出身の実業家。

## 経歴
1966年にボフーム大学を卒業し、同年にダイムラー・ベンツに入社。2001年1月に三菱自動車工業副社長に就任、2002年6月から2004年まで社長を務めた。
2019年5月2日死去。76歳没。